# Fink (informatique)
Pour les articles homonymes, voir Fink.
Fink est un projet open source entièrement écrit en Perl destiné à porter (avec le minimum d'effort) des applications originellement écrites pour UNIX (GNU/Linux, Solaris, BSD, etc.) sur les systèmes Darwin, OpenDarwin, Mac OS X (toutes versions depuis Puma jusqu'à El Capitan).